# Renaud Cohade
Renaud Cohade (ur. 24 września 1984 w Aubenas) – francuski piłkarz występujący na pozycji pomocnika. Od 2016 jest zawodnikiem klubu FC Metz.

## Kariera klubowa
Cohade zawodową karierę rozpoczynał w 2001 roku w drugoligowym Nîmes Olympique. W 2002 roku spadł z nim do Championnat National. W Olympique spędził jeszcze 2 sezony. W 2004 roku podpisał kontrakt z pierwszoligowym Girondins Bordeaux. W Ligue 1 zadebiutował 7 sierpnia 2004 w przegranym 0:1 meczu z Olympique Marsylia. W sezonie 2004/2005 Cohade rozegrał 22 ligowe spotkania. Na cały sezon 2005/2006 został wypożyczony do drugoligowego FC Sète.
Latem 2006 roku podpisał kontrakt z drugoligowym RC Strasbourg. W 2007 roku awansował z nim do Ligue 1. 25 sierpnia 2007 w wygranym 2:1 spotkaniu z RC Lens strzelił pierwszego gola w trakcie gry w Ligue 1. W 2008 roku spadł z zespołem do Ligue 2. W Strasbourgu Cohade grał jeszcze przez rok.
W 2009 roku przeszedł do pierwszoligowego Valenciennes FC. Pierwszy ligowy mecz zaliczył tam 8 sierpnia 2009 przeciwko AS Nancy (1:3). W 2012 roku odszedł do AS Saint-Étienne, a w 2016 do FC Metz.
| Sezon   | Klub               | Kraj    | Rozgrywki  | Mecze | Bramki | Rozgrywki Europy | Mecze | Bramki |
| ------- | ------------------ | ------- | ---------- | ----- | ------ | ---------------- | ----- | ------ |
| 2001/02 | Nîmes Olympique    | Francja | Division 2 | 4     | 0      | -                | -     | -      |
| 2002/03 | Nîmes Olympique    | Francja | National   | 36    | 2      | -                | -     | -      |
| 2003/04 | Nîmes Olympique    | Francja | National   | 36    | 2      | -                | -     | -      |
| 2004/05 | Girondins Bordeaux | Francja | Ligue 1    | 23    | 0      | -                | -     | -      |
| 2005/06 | FC Sète (wyp.)     | Francja | Ligue 2    | 13    | 0      | -                | -     | -      |
| 2006/07 | RC Strasbourg      | Francja | Ligue 2    | 35    | 8      | -                | -     | -      |
| 2007/08 | RC Strasbourg      | Francja | Ligue 1    | 26    | 3      | -                | -     | -      |
| 2008/09 | RC Strasbourg      | Francja | Ligue 2    | 29    | 6      | -                | -     | -      |
| 2009/10 | Valenciennes FC    | Francja | Ligue 2    | 32    | 1      | -                | -     | -      |
| 2010/11 | Valenciennes FC    | Francja | Ligue 2    | 31    | 0      | -                | -     | -      |
| 2011/12 | Valenciennes FC    | Francja | Ligue 1    | 35    | 7      | -                | -     | -      |
| 2012/13 | AS Saint-Étienne   | Francja | Ligue 1    | 38    | 4      | -                | -     | -      |
| 2013/14 | AS Saint-Étienne   | Francja | Ligue 1    | 33    | 5      | Liga Europy UEFA | 4     | 1      |
| 2014/15 | AS Saint-Étienne   | Francja | Ligue 1    | 17    | 1      | Liga Europy UEFA | 7     | 0      |
| 2015/16 | AS Saint-Étienne   | Francja | Ligue 1    | 19    | 0      | Liga Europy UEFA | 3     | 0      |

Stan na: koniec sezonu 2015/2016